# Ramosomyia
Ramosomyia – rodzaj ptaków z podrodziny kolibrów (Trochilinae) w rodzinie kolibrowatych (Trochilidae).

## Zasięg występowania
Rodzaj obejmuje gatunki występujące w Stanach Zjednoczonych, Meksyku i Gwatemali.

## Morfologia
Długość ciała 10–11,5 cm; masa ciała 5–5,5 g.

## Systematyka

### Etymologia
Ramosomyia: dr Mario Alberto Ramos Olmos (1949–2006), meksykański ornitolog, działacz ruchu na rzecz ochrony przyrody; gr. μυια muia, μυιας muias „mucha”; w ornitologii myia i myias oznaczają bardzo małe ptaki „wielkości muchy”.

### Podział systematyczny
Wcześniej dla tego taksonu używano nazwy Leucolia Mulsant, J. Verreaux & E. Verreaux, 1866, która okazała się młodszym synonimem Leucippus Bonaparte, 1850. Do rodzaju należą następujące gatunki:
- Ramosomyia violiceps (Gould, 1859) – szmaragdzik fioletowy
- Ramosomyia viridifrons (Elliot, 1871) – szmaragdzik zielonoczelny